# Бзяк (приток Большого Авзяна)
Бзяк (баш. Беҙәк) — река в России, протекает по Белорецкому району Башкортостана. Правый приток Большого Авзяна.
Длина реки составляет 18 км. Исток в урочище Бзяк в 3,5 км к северу от деревни Ахмерово. Течёт по лесной местности на юг через упомянутую деревню, в 1 км ниже неё на берегу находится деревня Бзяк. Впадает в Большой Авзян по правому берегу в 36 км от его устья, в 2,5 км северо-восточнее (выше) села Исмакаево.
Основные притоки (правые): Бзяк-Кургашля, Бирюсалмаут, Буржуй.
Имеется мосты через реку в обеих деревнях, а также на автодороге Верхний Авзян — Ишля (в низовьях) и на бывшей Белорецкой узкоколейной железной дороге (у истока).

## Данные водного реестра
По данным государственного водного реестра России относится к Камскому бассейновому округу, водохозяйственный участок реки — Белая от водомерного поста Арский Камень до Юмагузинского гидроузла, речной подбассейн реки — Белая. Речной бассейн реки — Кама.
Код объекта в государственном водном реестре — 10010200212111100017225.